# Irlande aux Jeux olympiques d'été de 1924
L'Irlande connue alors sous le nom État libre d'Irlande prend part en tant que nation indépendante à ses premiers Jeux olympiques lors des Jeux de 1924 à Paris.
L'équipe nationale d’Irlande de football fait pour l’occasion des débuts internationaux. Le tournoi de football se déroule par élimination directe. 12 équipes disputent le premier tour. Les 6 vainqueurs se qualifient pour le deuxième tour où elles rejoignent dix nouvelles équipes dont celle de l’État Libre d’Irlande. Le 28 mai au Stade olympique de Colombes, l’équipe irlandaise joue et gagne 1-0 son premier match contre la Bulgarie avec un but de Paddy Duncan Grâce à ce résultat, elle se qualifie pour les quarts de finale. Elle joue le 2 juin contre les Pays-Bas au Stade de Paris à Saint-Ouen et perd le match 2-1 après prolongations. Le lendemain, avant de retourner au pays, elle joue et gagne 3-1 un match amical contre l’Estonie au Stade Olympique.

## Football
| Gardien de but - Paddy Reilly (Athlone Town) Defenseurs - Herbert Kerr (Bohemians FC) - Jack McCarthy (Bohemians FC) - Thomas Murphy (Saint James's Gate FC) Milieux de terrain - John Thomas (Bohemians FC) - John Joe Dykes (capitaine) (Athlone Town) - Tommy Muldoon (Athlone Town) - Christy Robinson (Bohemians FC) - Ernest McKay (Saint James's Gate FC) Attaquants - Charlie Dowdall (Saint James's Gate FC) - Paddy Duncan (Saint James's Gate FC) - Frank Ghent (Athlone Town) - Johnny Murray (Bohemians FC) - Michael Farrell (Saint James's Gate FC) - Joe Kendrick (Brooklyn FC) - Dinny Hannon (Athlone Town) |

Remplaçants : 
- John Lea  (Shelbourne FC)
- Frank Heaney (Saint James's Gate FC)
- Robert Cowzer  (Shelbourne FC)
- Ernie Crawford (Bohemians FC)
- Th. Aungier
- J. Healy

*Note: Murphy, Thomas, Robinson and Dowdall jouèrent seulement contre l’Estonie.

## Boxe
- James Murphy
- Patrick Dwyer
- Myles McDonagh
- Robert Hilliard
- John Kidley
- Mossy Doyle
- James Kelleher

## Water-polo
- Charles Barrett
- James Beckett
- James Brady
- John Convery
- Charles Fagan
- Michael O'Connor
- Noel Purcell
- W. Fagan
- Norman Judd
- John O'Connor

## Les Concours d’art
En marge des épreuves sportives, des concours d'art sont organisés à l'occasion de ces Jeux olympiques de Paris du 15 mars au 15 avril 1924. Parmi les grands noms d'artistes présents, on peut citer Jean Giraudoux, Henry de Montherlant et Paul Claudel en littérature, Maurice Ravel en musique et Fernand Léger en peinture. Les deux autres domaines artistiques furent l'architecture et la sculpture. L'Irlandais Yeats gagne la médaille d'argent en Peinture.
| Discipline | Vermeil                | Argent               | Bronze                 |
| ---------- | ---------------------- | -------------------- | ---------------------- |
| Peinture   | J. Jacoby (Luxembourg) | J.B. Yeats (Irlande) | J. Van Hell (Pays-Bas) |